# Норвегія на літніх Олімпійських іграх 1920
Норвегія на літніх Олімпійських іграх 1920 року в Антверпені (Бельгія) була представлена 194 спортсменами (188 чоловіками і 6 жінками), які змагались у 16 видах спорту: легка атлетика, бокс, фігурне катання, спортивна гімнастика, веслування, вітрильний спорт, боротьба, стрільба, стрибки у воду, плавання, велоспорт, кінний спорт, футбол, сучасне п'ятиборство, тенніс і мистецькі змагання. Прапороносцем на церемонії відкриття став легкоатлет Гельге Левланд
Норвегія вчетверте взяла участь в літній Олімпіаді. Норвезькі спортсмени завоювали 31 медаль: 13 золотих, 9 срібних і 9 бронзових. Збірна Норвегія посіла 6 загальнокомандне місце.

## Медалісти
| Медаль | Спортсмен | Вид спорту            | Дисципліна                                                     |
| ------ | --- | --------------------- | -------------------------------------------------------------- |
| Золото | Гельге Левланд | легка атлетика        | десятиборство, чоловіки                                        |
| Золото | Ерік Герсет Сігурт Голтер Інгар Нільсен Оле Соренсен Петтер Янвольд Гуннар Янвольд Клаус Юель                                                   | вітрильний спорт      | 10 метрів (правила 1907 року)                                  |
| Золото | Чарльз Аренц Віллі Гілберт Роберт Гірцен Арне Сеєрстед Галфдан Сх'єтт Трюгве Сх'єтт Отто Фалькенберг                                            | вітрильний спорт      | 10 метрів (правила 1919 року)                                  |
| Золото | Генрик Естервольд Ян Естервольд Оле Естервольд Ганс Несс Галвор Мегстер Галвор Біркеланд Расмус Біркеланд Крістіан Естервольд Лоріц Хрістіансен | вітрильний спорт      | 12 метрів (правила 1907 року)                                  |
| Золото | Йоган Фріле Олаф Ервіг Артур Аллерс Хрістен Вісе Мартін Бортен Егіль Раймерс Каспар Гассель Тор Ервіг Ерік Ервіг                                | вітрильний спорт      | 12 метрів (правила 1919 року)                                  |
| Золото | Андреас Бреке Паал Каасен Інгольф Ред | вітрильний спорт      | 6 метрів (правила 1919 року)                                   |
| Золото | Карл Рінгвольд Торлейф Голбюе Теллеф Вагле Крістофер Олсен Альф Якобсен                                                                         | вітрильний спорт      | 8 метрів (правила 1907 року)                                   |
| Золото | Магнус Конов Рейдар Мартініуссен Рагнар Вік Торлейф Крістофферсен                                                                               | вітрильний спорт      | 8 метрів (правила 1919 року)                                   |
| Золото | Оле Ліллое-Ольсен | стрільба              | 100 метрів, подвійні постріли по «оленю, що біжить»            |
| Золото | Гаральд Натвіг Оле Ліллое-Ольсен Ейнар Ліберг Ганс Нордвік Торстейн Йогансен                                                                    | стрільба              | 100 метрів, подвійні постріли по «оленю, що біжить» (команди)  |
| Золото | Отто Олсен | стрільба              | 100 метрів, поодинокі постріли по «оленю, що біжить»           |
| Золото | Гаральд Натвіг Отто Олсен Оле Ліллое-Ольсен Ейнар Ліберг Ганс Нордвік                                                                           | стрільба              | 100 метрів, поодинокі постріли по «оленю, що біжить» (команди) |
| Золото | Отто Олсен | стрільба              | армійська гвинтівка лежачи, 300 м                              |
| Срібло | Сверре Серсдал | бокс                  | до 79,4 кг                                                     |
| Срібло | Андреас Крог | фігурне катання       | чоловіче одиночне катання                                      |
| Срібло | Алексія Брюн Інгвар Брюн | фігурне катання       | парне катання                                                  |
| Срібло | | гімнастика            | команди, довільна система                                      |
| Срібло | Ейнар Торгерсен Андреас Кнудсен Лейф Еріхсен | вітрильний спорт      | 6 метрів (правила 1907 року)                                   |
| Срібло | Христіан Дік Стен Абель Нільс Нільсен Йоганн Фає                                                                                                | вітрильний спорт      | 7 метрів                                                       |
| Срібло | Єнс Сальвесен Лоріц Шмідт Фінн Схіандер Нільс Томас Ральф Чуді                                                                                  | вітрильний спорт      | 8 метрів (правила 1919 року)                                   |
| Срібло | Отто Олсен Альберт Гельгеруд Олаф Слеттен Естен Естенсен Якоб Онсруд                                                                            | стрільба              | армійська гвинтівка лежачи, 300 і 600 м (команди)              |
| Срібло | Естен Естенсен Отто Олсен Олаф Слеттен Гудбранд Скаттебое Гаральд Натвіг                                                                        | стрільба              | довільна гвинтівка з трьох положень, 300 м (команди)           |
| Срібло | Голгер Сіндінг-Ларсен | мистецькі змагання    | архітектура                                                    |
| Бронза | Мартін Стіксруд | фігурне катання       | чоловіче одиночне катання                                      |
| Бронза | Толлеф Толлефсен Торальф Гаген Теодор Наг Конрад Ольсен Адольф Нільсен Гокон Еллінгсен Торе Міхельсен Арне Мортенсен Карл Наг                   | академічне веслування | вісімки                                                        |
| Бронза | Біргер Вар Теодор Клем Генрі Ларсен Пер Гульбрандсен Торальф Гаген                                                                              | академічне веслування | четвірки з кермовим                                            |
| Бронза | Генрік Агерсборг Трюгве Педерсен Ейнар Бернтсен                                                                                                 | вітрильний спорт      | 6 метрів (правила 1907 року)                                   |
| Бронза | Ейнар Ліберг | стрільба              | 100 метрів, подвійні постріли по «оленю, що біжить»            |
| Бронза | Гаральд Натвіг | стрільба              | 100 метрів, поодинокі постріли по «оленю, що біжить»           |
| Бронза | Естен Естенсен | стрільба              | довільна гвинтівка з трьох положень, 300 м                     |
| Бронза | Естен Естенсен Олаф Слеттен Антон Олсен Сігварт Йогансен Альберт Гельгеруд                                                                      | стрільба              | малокаліберна гвинтівка, 50 м (команди)                        |
| Бронза | Фрітьоф Андерсен | боротьба              | греко-римська боротьба, до 67,5 кг                             |

За видом спорту
| Медалі за видом спорту | Медалі за видом спорту | Медалі за видом спорту | Медалі за видом спорту | Медалі за видом спорту |
| ---------------------- | ---------------------- | ---------------------- | ---------------------- | ---------------------- |
| Вид                    | 1                      | 2                      | 3                      | Всього                 |
| Вітрильний спорт       | 7                      | 3                      | 1                      | 11                     |
| Стрільба               | 5                      | 2                      | 4                      | 11                     |
| Легка атлетика         | 1                      | 0                      | 0                      | 1                      |
| Фігурне катання        | 0                      | 2                      | 1                      | 3                      |
| Бокс                   | 0                      | 1                      | 0                      | 1                      |
| Гімнастика             | 0                      | 1                      | 0                      | 1                      |
| Мистецькі змагання     | 0                      | 1                      | 0                      | 1                      |
| Академічне веслування  | 0                      | 0                      | 2                      | 2                      |
| Боротьба               | 0                      | 0                      | 1                      | 1                      |
| Всього                 | 13                     | 9                      | 9                      | 31                     |

## Академічне веслування
| Спрортсмени | Дисципліна          | Чвертьфінал | Чвертьфінал | Півфінал  | Півфінал | Фінал      | Фінал |
| Спрортсмени | Дисципліна          | Результат   | Місце       | Результат | Місце    | Результат  | Місце |
| --- | ------------------- | ----------- | ----------- | --------- | -------- | ---------- | ----- |
| Торальф Гаген (кермовий) Біргер Вар Теодор Клем Генрі Ларсен Пер Гульбрандсен                                                            | четвірки з кермовим | N/A         | N/A         | 7:14.0    | 1 Q      | 7:02.0     | 3     |
| Торальф Гаген (кермовий) Толлеф Толлефсен Теодор Наг Конрад Ольсен Адольф Нільсен Гокон Еллінгсен Торе Міхельсен Арне Мортенсен Карл Наг | вісімки             | 6:32.2      | 1 Q         | 6:36.0    | 2        | не пройшли | 3     |

## Бокс
| Спортсмен       | Категорія     | 1/32                      | 1/16                     | Чвертьфінал             | Півфінал                 | Фінал                | Місце |
| --------------- | ------------- | ------------------------- | ------------------------ | ----------------------- | ------------------------ | -------------------- | ----- |
| Педер К'єльберг | до 50,8 кг    | Н/Д                       | Джозеф Шарпентьє (BEL) L | не пройшов              | не пройшов               | не пройшов           | 9     |
| Ейнар Нільсен   | до 50,8 кг    | Н/Д                       | Френкі Дженаро (USA) L   | не пройшов              | не пройшов               | не пройшов           | 9     |
| Йоган Сетергауг | до 50,8 кг    | Н/Д                       | Джеймс Гілмор (GBR) W    | Кларенс Ньютон (CAN) L  | не пройшов               | не пройшов           | 5     |
| Йон Косс        | до 53,5 кг    | Н/Д                       | Bye                      | Джордж Маккінзі (GBR) L | не пройшов               | не пройшов           | 5     |
| Г'ялмар Нюгорд  | до 53,5 кг    | Н/Д                       | Анрі Рікар (FRA) L       | не пройшов              | не пройшов               | не пройшов           | 9     |
| Паул Ердал      | до 57,2 кг    | Bye                       | Фредерік Адамс (GBR) W   | Пол Фрітч (FRA) L       | не пройшов               | не пройшов           | 5     |
| Артур Олсен     | до 57,2 кг    | Bye                       | Жан Гаше (FRA) L         | не пройшов              | не пройшов               | не пройшов           | 9     |
| Оге Стен        | до 66,7 кг    | Даріо Делла Валле (ITA) W | Анрі Рішардс (FRA) W     | Берт Шнайдер (CAN) L    | не пройшов               | не пройшов           | 5     |
| Трюгве Стокстад | до 66,7 кг    | Bye                       | Рой Інграм (RSA) W       | Вільям Кларк (USA) L    | не пройшов               | не пройшов           | 5     |
| Рольф Якобсен   | до 72,6 кг    | Bye                       | Семуель Лагонія (USA) L  | не пройшов              | не пройшов               | не пройшов           | 9     |
| Г'ялмар Стремме | до 72,6 кг    | Bye                       | Жан Дорте (FRA) W        | Мартін Олсен (DEN) W    | Джордж Пруд'Гомм (CAN) L | Мо Герсковіч (CAN) L | 4     |
| Йоган Клеменц   | до 79,4 кг    | Н/Д                       | Томас Голдсток (RSA) L   | не пройшов              | не пройшов               | не пройшов           | 9     |
| Сверре Серсдал  | до 79,4 кг    | Н/Д                       | Рене Дарбоу (FRA) W      | Едвін Шелл (USA) W      | Г'ю Браун (GBR) W        | Едді Іган (USA) L    | 2     |
| Сігурд Гоел     | понад 79,4 кг | Н/Д                       | Bye                      | Ксав'є Елюр (FRA) L     | не пройшов               | не пройшов           | 5     |

## Боротьба
Вільна боротьба
| Спортсмен        | Категорія | 1/32 | 1/16                        | Чвертьфінал             | Півфінал   | Фінал      | Місце |
| ---------------- | --------- | ---- | --------------------------- | ----------------------- | ---------- | ---------- | ----- |
| Гудмунд Грімстад | до 75 кг  | Bye  | Готтфрід Ліндгрен (SWE) (W) | Чарлі Джонсон (USA) (L) | не пройшов | не пройшов | 5     |

Греко-римська боротьба
| Спортсмен         | Категорія  | 1/32 | 1/16                       | Чвертьфінал                  | Півфінал                    | Фінал                    | Місце |
| Спортсмен         | Категорія  | 1/32 | 1/16                       | Матч за срібло               | Матч за срібло              | Матч за срібло           | Місце |
| Спортсмен         | Категорія  | 1/32 | 1/16                       | Матч за бронзу               | Матч за бронзу              | Матч за бронзу           | Місце |
| ----------------- | ---------- | ---- | -------------------------- | ---------------------------- | --------------------------- | ------------------------ | ----- |
| Вільгельм Олсен   | до 60 кг   | Bye  | Едуард Пютсеп (EST) (L)    | не пройшов                   | не пройшов                  | не пройшов               | 11    |
| Вільгельм Олсен   | до 60 кг   | Bye  | Едуард Пютсеп (EST) (L)    | N/A                          | не пройшов                  | не пройшов               | 11    |
| Вільгельм Олсен   | до 60 кг   | Bye  | Едуард Пютсеп (EST) (L)    | не пройшов                   |                             |                          | 11    |
| Harald Vassboten  | до 60 кг   | Bye  | Джоджіо Калца (ITA) (W)    | Андерс Альгрен (SWE) (L)     | не пройшов                  | не пройшов               | 10    |
| Harald Vassboten  | до 60 кг   | Bye  | Джоджіо Калца (ITA) (W)    | не пройшов                   |                             |                          | 10    |
| Harald Vassboten  | до 60 кг   | Bye  | Джоджіо Калца (ITA) (W)    | не пройшов                   |                             |                          | 10    |
| Фрітьоф Андерсен  | до 67,5 кг | Bye  | Голгер Ліндберг (SWE) (W)  | Карл Керсе (NED) (W)         | Тааві Таммінен (FIN) (L)    | не пройшов               | 3     |
| Фрітьоф Андерсен  | до 67,5 кг | Bye  | Голгер Ліндберг (SWE) (W)  | не пройшов                   |                             |                          | 3     |
| Фрітьоф Андерсен  | до 67,5 кг | Bye  | Голгер Ліндберг (SWE) (W)  | Франц Фрізенфельдт (NED) (W) | Франтішек Копріва (TCH) (W) | Фріц Янссенс (BEL) (W)   | 3     |
| Річард Фрюденлунд | до 67,5 кг | Bye  | Густаф Нільссон (SWE) (W)  | Тааві Таммінен (FIN) (L)     | не пройшов                  | не пройшов               | 5     |
| Річард Фрюденлунд | до 67,5 кг | Bye  | Густаф Нільссон (SWE) (W)  | не пройшов                   |                             |                          | 5     |
| Річард Фрюденлунд | до 67,5 кг | Bye  | Густаф Нільссон (SWE) (W)  | Bye                          | Фріц Янссенс (BEL) (L)      | не пройшов               | 5     |
| С'юр Йонсен       | до 75 кг   | Bye  | Артур Ліндфорс (FIN) (L)   | не пройшов                   | не пройшов                  | не пройшов               | 4     |
| С'юр Йонсен       | до 75 кг   | Bye  | Артур Ліндфорс (FIN) (L)   | не пройшов                   |                             |                          | 4     |
| С'юр Йонсен       | до 75 кг   | Bye  | Артур Ліндфорс (FIN) (L)   | Генрі Жиманські (USA) (W)    | Еміль Хрістенсен (DEN) (W)  | Матті Перттіля (FIN) (L) | 4     |
| Ейнар Стенсруд    | до 75 кг   | Bye  | Сотіріос Нотаріс (GRE) (W) | Генрі Жиманські (USA) (L)    | не пройшов                  | не пройшов               | 11    |
| Ейнар Стенсруд    | до 75 кг   | Bye  | Сотіріос Нотаріс (GRE) (W) | не пройшов                   |                             |                          | 11    |
| Ейнар Стенсруд    | до 75 кг   | Bye  | Сотіріос Нотаріс (GRE) (W) | не пройшов                   |                             |                          | 11    |

## Велоспорт
Шосейна гонка
| Спортсмен                                                  | Дисципліна          | Фінал      | Фінал |
| Спортсмен                                                  | Дисципліна          | Бали       | Місце |
| ---------------------------------------------------------- | ------------------- | ---------- | ----- |
| Гельге Флатбю                                              | індивідуальна гонка | 5:12:50.2  | 28    |
| Пауль Генріхсен                                            | індивідуальна гонка | 5:13:23.2  | 29    |
| Олаф Нюгорд                                                | індивідуальна гонка | 5:24:56.6  | 35    |
| Торстейн Стрюкен                                           | індивідуальна гонка | 5:44:01.8  | 41    |
| Гельге Флатбю Пауль Генріхсен Олаф Нюгорд Торстейн Стрюкен | командна гонка      | 21:35:11.8 | 8     |

## Вітрильний спорт
| Спортсмени | Клас                          | Рейс 1 | Рейс 1 | Рейс 2 | Рейс 2 | Рейс 3 | Рейс 3 | Разом | Разом |
| Спортсмени | Клас                          | Бали   | Місце  | Бали   | Місце  | Бали   | Місце  | Бали  | Місце |
| --- | ----------------------------- | ------ | ------ | ------ | ------ | ------ | ------ | ----- | ----- |
| Генрік Агерсборг Трюгве Педерсен Ейнар Бернтсен                                                                                                 | 6 метрів (правила 1907 року)  | н/д    | н/д    | н/д    | н/д    | н/д    | н/д    | н/д   | 3     |
| Андреас Бреке Паал Каасен Інгольф Ред | 6 метрів (правила 1919 року)  | н/д    | н/д    | н/д    | н/д    | н/д    | н/д    | н/д   | 1     |
| Ейнар Торгерсен Андреас Кнудсен Лейф Еріхсен | 6 метрів (правила 1907 року)  | н/д    | н/д    | н/д    | н/д    | н/д    | н/д    | н/д   | 2     |
| Христіан Дік Стен Абель Нільс Нільсен Йоганн Фає                                                                                                | 7 метрів                      | н/д    | н/д    | н/д    | н/д    | н/д    | н/д    | н/д   | 2     |
| Магнус Конов Рейдар Мартініуссен Рагнар Вік Торлейф Крістофферсен                                                                               | 8 метрів (правила 1919 року)  | н/д    | н/д    | н/д    | н/д    | н/д    | н/д    | н/д   | 1     |
| Карл Рінгвольд Торлейф Голбюе Теллеф Вагле Крістофер Олсен Альф Якобсен                                                                         | 8 метрів (правила 1907 року)  | н/д    | н/д    | н/д    | н/д    | н/д    | н/д    | н/д   | 1     |
| Єнс Сальвесен Лоріц Шмідт Фінн Схіандер Нільс Томас Ральф Чуді                                                                                  | 8 метрів (правила 1919 року)  | н/д    | н/д    | н/д    | н/д    | н/д    | н/д    | н/д   | 2     |
| Чарльз Аренц Віллі Гілберт Роберт Гірцен Арне Сеєрстед Галфдан Сх'єтт Трюгве Сх'єтт Отто Фалькенберг                                            | 10 метрів (правила 1919 року) | н/д    | н/д    | н/д    | н/д    | н/д    | н/д    | н/д   | 1     |
| Ерік Герсет Сігурт Голтер Інгар Нільсен Оле Соренсен Петтер Янвольд Гуннар Янвольд Клаус Юель                                                   | 10 метрів (правила 1907 року) | н/д    | н/д    | н/д    | н/д    | н/д    | н/д    | н/д   | 1     |
| Генрик Естервольд Ян Естервольд Оле Естервольд Ганс Несс Галвор Мегстер Галвор Біркеланд Расмус Біркеланд Крістіан Естервольд Лоріц Хрістіансен | 12 метрів (правила 1907 року) | н/д    | н/д    | н/д    | н/д    | н/д    | н/д    | н/д   | 1     |
| Йоган Фріле Олаф Ервіг Артур Аллерс Хрістен Вісе Мартін Бортен Егіль Раймерс Каспар Гассель Тор Ервіг Ерік Ервіг                                | 12 метрів (правила 1919 року) | н/д    | н/д    | н/д    | н/д    | н/д    | н/д    | н/д   | 1     |

## Гімнастика
| Спортсмен | Дисципліна                  | Фінал | Фінал |
| Спортсмен | Дисципліна                  | Бали  | Місце |
| --- | --------------------------- | ----- | ----- |
| Петтер Гол | індивідуальне багатоборство | 80.75 | 14    |
| Альф Онінг Карл Ос Єрген Андерсен Густав Баєр Єрген Б'єрнстад Асб'єрн Бодаль Трюгве Боєсен Ейлерт Бем Інгольф Давідсен Гокон Ендресон Якоб Ерстад Гаральд Ферстад Германн Гельгесен Петер Гол Йон Анкер Йогансен Отто Йоганнесен Торб'єрн Крістофферсон Генрік Нільсен Якоб Опдаль Артур Рюдстрем Б'єрн Ск'єрпе Вільгельм Стеффенсен Олав Сундал Фрітьоф Селен Рейдар Тенсберг Лоріц Віганд-Ларсен | команди, довільна система   | 48.55 | 2     |

## Кінний спорт
| Вершник                                   | Кінь               | Дисципліна               | Фінал         | Фінал         |
| Вершник                                   | Кінь               | Дисципліна               | Штрафні       | Місце         |
| ----------------------------------------- | ------------------ | ------------------------ | ------------- | ------------- |
| Єнс Фалькенберг                           | Г'єрдіс            | індивідуальна виїздка    | 22.375        | 8             |
| Паул Міхелет                              | Крук               | індивідуальний конкур    | 5.00          | 4             |
| Еуген Йогансен                            | Неккен             | індивідуальний конкур    | 9.00          | 13            |
| Кнут Гюслер                               | Емден              | індивідуальне триборство | 1537.50       | 9             |
| Еуген Йогансен                            | Неккен             | індивідуальне триборство | 1428.75       | 11            |
| Б'єрн Б'єрнсет                            | Лідія              | індивідуальне триборство | не фінішував  | не фінішував  |
| Кнут Гюслер Еуген Йогансен Б'єрн Б'єрнсет | Емден Неккен Лідія | командне триборство      | не фінішували | не фінішували |

## Легка атлетика
| Спортсмен                                                   | Дисципліна                   | Гіт       | Гіт   | Чвертьфінал | Чвертьфінал | Півфінал         | Півфінал         | Фінал        | Фінал        |
| Спортсмен                                                   | Дисципліна                   | Результат | Місце | Результат   | Місце       | Результат        | Місце            | Результат    | Місце        |
| ----------------------------------------------------------- | ---------------------------- | --------- | ----- | ----------- | ----------- | ---------------- | ---------------- | ------------ | ------------ |
| Ерлінг Остад                                                | стрибки у довжину, чоловіки  | 6.62      | 6 Q   | N/A         | N/A         | N/A              | N/A              | 6.885        | 5            |
| Коре Баче                                                   | потрійний стрибок (чоловіки) | 13.64     | 9     | N/A         | N/A         | N/A              | N/A              | не пройшов   | не пройшов   |
| Асле Беккедаль                                              | 100 м, чоловіки              | н/д       | 5     | не пройшов  | не пройшов  | не пройшов       | не пройшов       | не пройшов   | не пройшов   |
| Б'ярне Гульдагер                                            | 100 м, чоловіки              | Unknown   | 4     | не пройшов  | не пройшов  | не пройшов       | не пройшов       | не пройшов   | не пройшов   |
| Б'ярне Гульдагер                                            | 200 м, чоловіки              | Unknown   | 5     | не пройшов  | не пройшов  | не пройшов       | не пройшов       | не пройшов   | не пройшов   |
| Йоган Йоганнесен                                            | стрибки у довжину, чоловіки  | 6.565     | 10    | N/A         | N/A         | N/A              | N/A              | не пройшов   | не пройшов   |
| Йоган Йогансен                                              | 100 м, чоловіки              | н/д       | 4     | не пройшов  | не пройшов  | не пройшов       | не пройшов       | не пройшов   | не пройшов   |
| Ерлінг Юуль                                                 | потрійний стрибок (чоловіки) | 13.59     | 11    | N/A         | N/A         | N/A              | N/A              | не пройшов   | не пройшов   |
| Одольф Ларсен                                               | 800 м, чоловіки              | N/A       | N/A   | н/д         | 9           | не пройшов       | не пройшов       | не пройшов   | не пройшов   |
| Гельге Левланд                                              | п'ятиборство, чоловіки       | N/A       | N/A   | N/A         | N/A         | N/A              | N/A              | 27           | 5            |
| Гельге Левланд                                              | десятиборство, чоловіки      | N/A       | N/A   | N/A         | N/A         | N/A              | N/A              | 6803.355     | 1            |
| Ейнар Мангсет                                               | 400 м, чоловіки              | 51.3      | 4     | не пройшов  | не пройшов  | не пройшов       | не пройшов       | не пройшов   | не пройшов   |
| Ейнар Редер                                                 | стрибки у довжину, чоловіки  | 6.585     | 8     | N/A         | N/A         | N/A              | N/A              | не пройшов   | не пройшов   |
| Ейнар Редер                                                 | десятиборство, чоловіки      | N/A       | N/A   | N/A         | N/A         | N/A              | N/A              | не фінішував | не фінішував |
| Ейвінд Расмуссен                                            | 1500 м, чоловіки             | N/A       | N/A   | N/A         | N/A         | 4:08.2           | 5                | не пройшов   | не пройшов   |
| Оле Рейстад                                                 | п'ятиборство, чоловіки       | N/A       | N/A   | N/A         | N/A         | N/A              | N/A              | не фінішував | не фінішував |
| Рольф Стенерсен                                             | 100 м, чоловіки              | н/д       | 3     | не пройшов  | не пройшов  | не пройшов       | не пройшов       | не пройшов   | не пройшов   |
| Рольф Стенерсен                                             | 200 м, чоловіки              | 23.7      | 4     | не пройшов  | не пройшов  | не пройшов       | не пройшов       | не пройшов   | не пройшов   |
| Even Vengshoel                                              | крос, чоловіки               | N/A       | N/A   | N/A         | N/A         | N/A              | N/A              | не фінішував | не фінішував |
| Ерлінг Вінне                                                | потрійний стрибок (чоловіки) | 13.34     | 13    | N/A         | N/A         | N/A              | N/A              | не пройшов   | не пройшов   |
| Ерлінг Остад Асле Беккедаль Б'ярне Гульдагер Роль Стенерсон | 4 × 100 м, чоловіки          | N/A       | N/A   | N/A         | N/A         | дискваліфіковані | дискваліфіковані | не пройшов   | не пройшов   |

## Мистецькі змагання
| Спортсмен             | Категорія   | Твір                            | Місце |
| --------------------- | ----------- | ------------------------------- | ----- |
| Голгер Сіндінг-Ларсен | архітектура | Project for a gymnastics school | 3     |

## Плавання
| Спортсмен    | Дисципліна                     | Чвертьфінал | Чвертьфінал | Півфінал   | Півфінал   | Фінал      | Фінал      |
| Спортсмен    | Дисципліна                     | Результат   | Місце       | Результат  | Місце      | Результат  | Місце      |
| ------------ | ------------------------------ | ----------- | ----------- | ---------- | ---------- | ---------- | ---------- |
| Альфред Стен | 100 м вільним стилем, чоловіки | н/д         | 5           | не пройшов | не пройшов | не пройшов | не пройшов |
| Альфред Стен | 400 м вільним стилем, чоловіки | 6:30.6      | 4           | не пройшов | не пройшов | не пройшов | не пройшов |
| Асб'єрн Ванг | 100 м на спині, чоловіки       | N/A         | N/A         | 1:28.2     | 4          | не пройшов | не пройшов |

## Стрибки у воду
| Сігвард Андерсон | вишка, 10 метрів, чоловіки | 40 | 264.70 | 8 | не пройшов | не пройшов | не пройшов |
| Сігвард Андерсон | прості стрибки з вишки     | 21 | 139.0  | 5 | не пройшов | не пройшов | не пройшов |
| Бернард Даль     | прості стрибки з вишки     | 28 | 136.5  | 6 | не пройшов | не пройшов | не пройшов |
| Брюнгільд Берге  | вишка, 10 метрів, жінки    | 29 | 140.5  | 6 | не пройшла | не пройшла | не пройшла |
| Рагнгільд Ларсен | вишка, 10 метрів, жінки    | 16 | 152.0  | 4 | не пройшла | не пройшла | не пройшла |

## Стрільба
| Дисципліна                                                                                    | Спортсмен                                                 | Фінал | Фінал |
| Дисципліна                                                                                    | Спортсмен                                                 | Бали  | Місце |
| --------------------------------------------------------------------------------------------- | --------------------------------------------------------- | ----- | ----- |
| Антон Даль                                                                                    | армійська гвинтівка стоячи, 300 метрів                    | 52    | н/д   |
| Альберт Гельгеруд                                                                             | малокаліберна гвинтівка, 50 м                             | 375   | н/д   |
| Альберт Гельгеруд                                                                             | довільна гвинтівка з трьох положень, 300 метрів           | 955   | н/д   |
| Альберт Гельгеруд                                                                             | армійська гвинтівка лежачи, 300 метрів                    | 58    | 6     |
| Сігварт Йогансен                                                                              | малокаліберна гвинтівка, 50 м                             | 373   | н/д   |
| Ейнар Ліберг                                                                                  | довільний пістолет, 50 м                                  | 442   | н/д   |
| Ейнар Ліберг                                                                                  | подвійні постріли по «оленю, що біжить», 100 м            | 71    | 3     |
| Оле Ліллое-Олсен                                                                              | подвійні постріли по «оленю, що біжить», 100 м            | 82    | 1     |
| Гаральд Натвіг                                                                                | подвійні постріли по «оленю, що біжить», 100 м            | 41    | 3     |
| Нордал Лунде                                                                                  | трап                                                      | 85    | 7     |
| Антон Олсен                                                                                   | малокаліберна гвинтівка, 50 м                             | 379   | н/д   |
| Отто Олсен                                                                                    | довільна гвинтівка з трьох положень, 300 метрів           | 908   | н/д   |
| Отто Олсен                                                                                    | армійська гвинтівка лежачи, 300 метрів                    | 60    | 1     |
| Отто Олсен                                                                                    | поодинокі постріли по «оленю, що біжить», 100 м           | 43    | 1     |
| Естен Естенсен                                                                                | малокаліберна гвинтівка, 50 м                             | 368   | н/д   |
| Естен Естенсен                                                                                | довільна гвинтівка з трьох положень, 300 метрів           | 980   | 3     |
| Гудбранд Скаттебое                                                                            | довільна гвинтівка з трьох положень, 300 метрів           | 975   | 5     |
| Олаф Слеттен                                                                                  | малокаліберна гвинтівка, 50 м                             | 371   | н/д   |
| Олаф Слеттен                                                                                  | довільна гвинтівка з трьох положень, 300 метрів           | 930   | н/д   |
| Олаф Слеттен                                                                                  | армійська гвинтівка лежачи, 300 метрів                    | 58    | 6     |
| Олаф Слеттен                                                                                  | армійська гвинтівка лежачи, 600 метрів                    | 58    | 5     |
| Олуф Весманн-К'єр                                                                             | довільний пістолет, 50 м                                  | 434   | н/д   |
| Альберт Гельгеруд Сігварт Йогансен Антон Олсен Естен Естенсен Олаф Слеттен                    | малокаліберна гвинтівка, 50 м (команди)                   | 1866  | 3     |
| Альберт Гельгеруд Отто Олсен Естен Естенсен Гудбранд Скаттебое Олаф Слеттен                   | довільна гвинтівка з трьох положень, 300 метрів (команди) | 4748  | 2     |
| Альберт Гельгеруд Отто Олсен Естен Естенсен Гудбранд Скаттебое Олаф Слеттен                   | армійська гвинтівка стоячи, 300 метрів (команда)          | 242   | 6     |
| Альберт Гельгеруд Отто Олсен Якоб Онсруд Естен Естенсен Олаф Слеттен                          | армійська гвинтівка лежачи, 300 метрів (команда)          | 280   | 6     |
| Альберт Гельгеруд Отто Олсен Якоб Онсруд Естен Естенсен Олаф Слеттен                          | армійська гвинтівка лежачи, 600 метрів (команда)          | 282   | 4     |
| Альберт Гельгеруд Отто Олсен Якоб Онсруд Естен Естенсен Олаф Слеттен                          | армійська гвинтівка лежачи, 300 і 600 метрів (команда)    | 565   | 2     |
| Торстейн Йогансен Ейнар Ліберг Оле Ліллое-Олсен Гаральд Натвіг Ганс Нордвік                   | подвійні постріли по «оленю, що біжить», 100 м (команда)  | 343   | 1     |
| Ейнар Ліберг Оле Ліллое-Олсен Гаральд Натвіг Ганс Нордвік Отто Олсен                          | поодинокі постріли по «оленю, що біжить», 100 м (команда) | 178   | 1     |
| Торстейн Йогансен Оле Ліллое-Олсен Гаральд Натвіг Нордал Лунде Ганс Нордвік Олуф Весманн-К'єр | постріли по глиняних голубах (команда)                    | 210   | 7     |

## Сучасне п'ятиборство
| Спортсмен      | Фінал        | Фінал      | Фінал    | Фінал    | Фінал | Фінал | Фінал |
| Спортсмен      | Верхова їзда | Фехтування | Стрільба | Плавання | Біг   | Разом | Місце |
| -------------- | ------------ | ---------- | -------- | -------- | ----- | ----- | ----- |
| Олівер Сміт    | 8            | 9          | 17       | 22       | 6     | 65    | 14    |
| Арне Теллефсен | 2            | 10         | 20       | 19       | 13    | 62    | 13    |

## Тенніс
| Спортсмен                   | Дисципліна                 | 1/64                                         | 1/32                                 | 1/16                                                       | Чвертьфінал                                        | Півфінал   | Фінал      | Місце |
| --------------------------- | -------------------------- | -------------------------------------------- | ------------------------------------ | ---------------------------------------------------------- | -------------------------------------------------- | ---------- | ---------- | ----- |
| Каро Даль                   | одиночний розряд, жінки    | N/A                                          | Bye                                  | Сігрід Фік (SWE) L 7–5, 6–2                                | не пройшла                                         | не пройшла | не пройшла | 9     |
| Конрад Лангорд              | одиночний розряд, чоловіки | Віктор де Лавелеє (BEL) L 6–2, 2–6, 6–3, 6–3 | не пройшов                           | не пройшов                                                 | не пройшов                                         | не пройшов | не пройшов | 32    |
| Джек Нільсен                | одиночний розряд, чоловіки | Bye                                          | Цесаре Коломбо (ITA) L 6–2, 6–3, 6–1 | не пройшов                                                 | не пройшов                                         | не пройшов | не пройшов | 17    |
| Конрад Лангорд Джек Нільсен | парний розряд, чоловіки    | N/A                                          | Bye                                  | Олле Андерссон & Геннінг Мюллер (SWE) W 6–1, 6–8, 6–1, 6–4 | Франсуа Бланші & Жак Бруньон (FRA) L 6–1, 6–1, 6–3 | не пройшли | не пройшли | 5     |

## Фігурне катання
| Спортсмен                | Дисципліна                | Фінал     | Фінал |
| Спортсмен                | Дисципліна                | Результат | Місце |
| ------------------------ | ------------------------- | --------- | ----- |
| Інгрід Гульбрандсен      | жіноче одиночне катання   | 24.0      | 6     |
| Андреас Крог             | чоловіче одиночне катання | 18.0      | 2     |
| Марго Мо                 | жіноче одиночне катання   | 22.5      | 5     |
| Мартін Стіксруд          | чоловіче одиночне катання | 24.5      | 3     |
| Алексія Брюн Інгвар Брюн | парне катання             | 15.5      | 2     |

## Футбол
Перший раунд
| 28 серпня 1920 |

| Норвегія                                   | 3–1    | Велика Британія      |
| ------------------------------------------ | ------ | -------------------- |
| Ейнар Гундерсен 13' 51' Ейнар Вільгемс 63' | Report | Фредерік Ніколас 25' |

| Олімпійський стадіон, Антверпен Глядачів: 5,000 Арбітр: Йоганне Муттерс (NED) |

Чвертьфінал
| 29 серпня 1920 |

| Чехословаччина                       | 4–0    | Норвегія |
| ------------------------------------ | ------ | -------- |
| Ян Ванік 8' Антонін Янда 17' 66' 77' | Report |          |

| La Butte, Брюссель Глядачів: 4,000 Арбітр: Шарль Баретт (BEL) |

Втішний раунд
| 31 серпня 1920 |

| Італія                             | 2–1    | Норвегія          |
| ---------------------------------- | ------ | ----------------- |
| Енріко Сарді 46' Еміліо Бадіні 96' | Report | Арне Андерсен 41' |

| Broodstraat, Антверпен Глядачів: 500 Арбітр: Луї Фургус (FRA) |

Загальне місце8th